# قاتل (فیلم ۱۹۷۳)
قاتل (انگلیسی: Assassin) یک فیلم هیجانی بریتانیایی است به کارگردانی پیتر کرین که در سال ۱۹۷۳ منتشر شد.